# Ebonique
Ebonique is een danceact uit Nederland, gevormd in 2000 door de producent Tjeerd van Zanen, rondom de zangeressen Ingrid Simons, Mieke de Jongh en Danie Duzant.
Met So Much Love scoort de groep in 2001 de 2e plaats in de nationale finale van het Eurovisiesongfestival, toen nog met Caroline Dest in plaats van Danie Duzant.
De volgende single Give a Little wordt in 2002 de titelsong van het tv-programma Big Diet. In Berlijn wordt een videoclip van dit nummer opgenomen en er volgen diverse optredens voor de Duitse tv.
In 2003 bereikt men de 4e plaats tijdens het Nationaal Songfestival met Heatwave, een lied geschreven door Gérard James Borg en Philip Vella.